# Polistes exclamans
Polistes exclamans är en getingart som beskrevs av Henry Lorenz Viereck 1906. Polistes exclamans ingår i släktet pappersgetingar, och familjen getingar. Inga underarter finns listade i Catalogue of Life.

## Bildgalleri

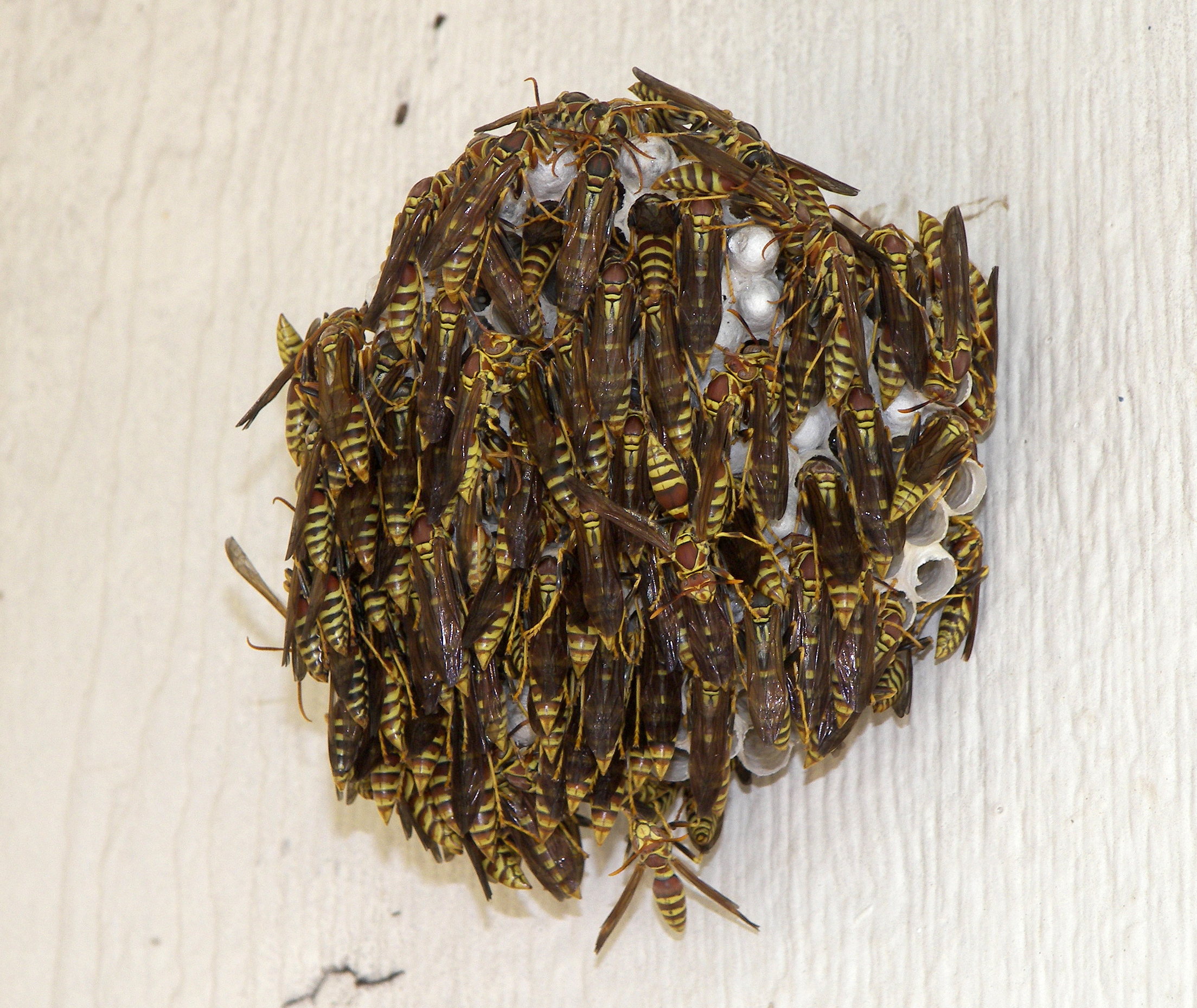
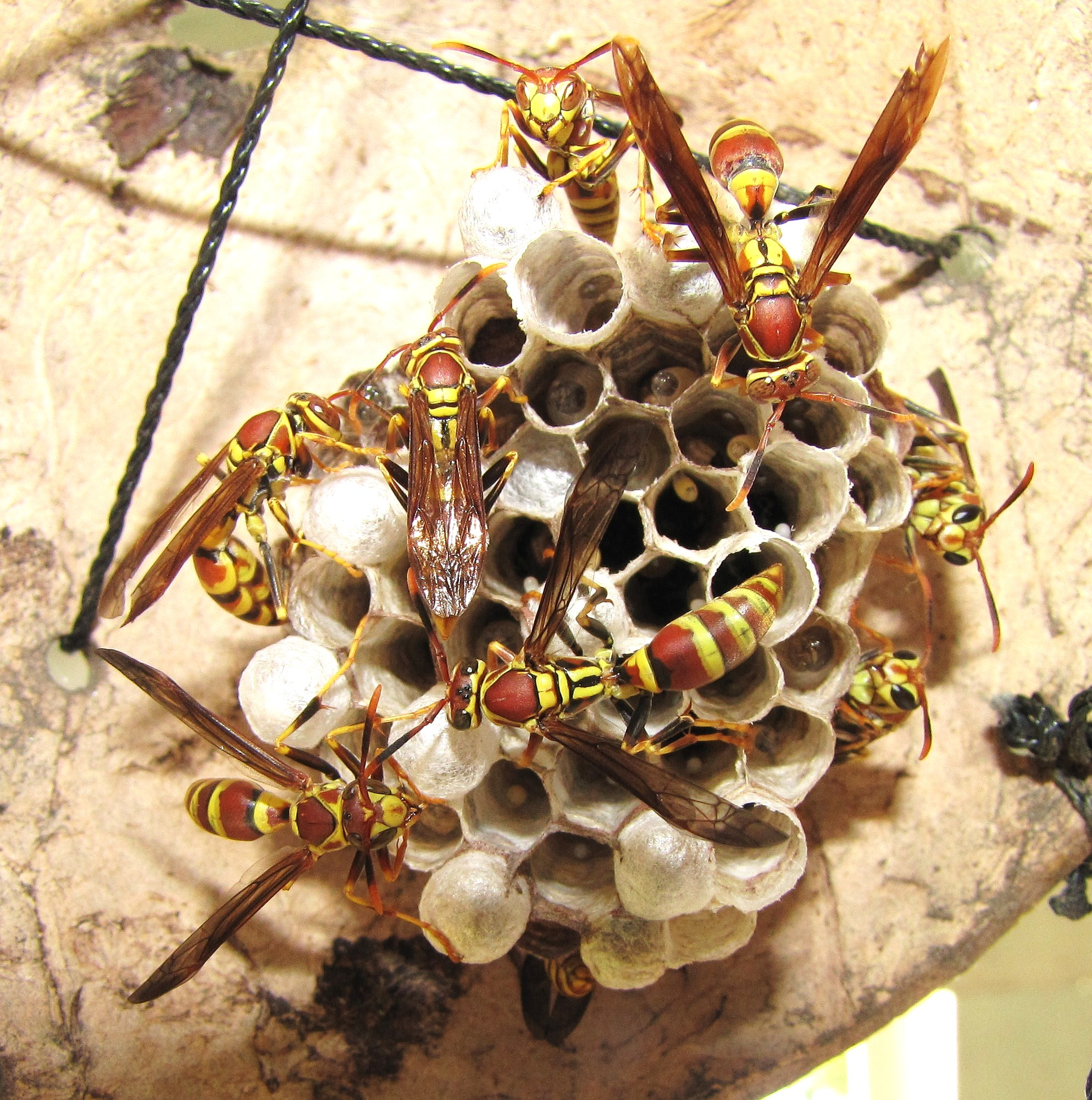